# Giuliana Salce
Giuliana Salce (* 16. Juni 1955 in Rom) ist eine ehemalige italienische Geherin.

## Erfolge
Sie gewann 1981 die erste Italienische Meisterschaft im 3000-Meter-Hallengehen und blieb bis 1987 bei den nationalen Hallenmeisterschaften ungeschlagen. Unter freiem Himmel wurde Salce von 1982 bis 1984 sowie 1987 Meisterin über 5 km und 1984 auch über 10 km.
1983 stellte Salce eine Weltbestzeit über 5 km, 1984 eine über 3 km auf. Die Leichtathletik-Hallenweltspiele 1985 in Paris waren die ersten großen internationalen Meisterschaften, bei denen das Frauengehen auf dem Programm stand. In 12:53,42 min siegte Salce mit über zehn Sekunden Vorsprung auf ihre Konkurrentinnen. Bei den Halleneuropameisterschaften 1987 in Liévin wurde Salce Zweite hinter Natallja Dmitratschenka aus der UdSSR. 14 Tage später unterlag sie bei den Hallenweltmeisterschaften 1987 mit Olga Krischtop erneut einer sowjetischen Geherin. Im Freien bei den Leichtathletik-Weltmeisterschaften 1987 in ihrer Heimatstadt Rom kam Salce auf den 18. Platz.
Giuliana Salce ist 1,69 m groß und wog in ihrer aktiven Zeit 52 kg.

## Bestzeiten
- 3000 m Gehen (Halle): 12:31,57 min, 1985
- 5000 m Gehen: 21:35,25 min, 1986
- 10 km Gehen: 46:30 min, 1986

## Veröffentlichungen
- mit Fabrizio Càlzia: Dalla Vita in gíu. 2006, ISBN 978-88-88329-54-3